# لعنة الكتاب

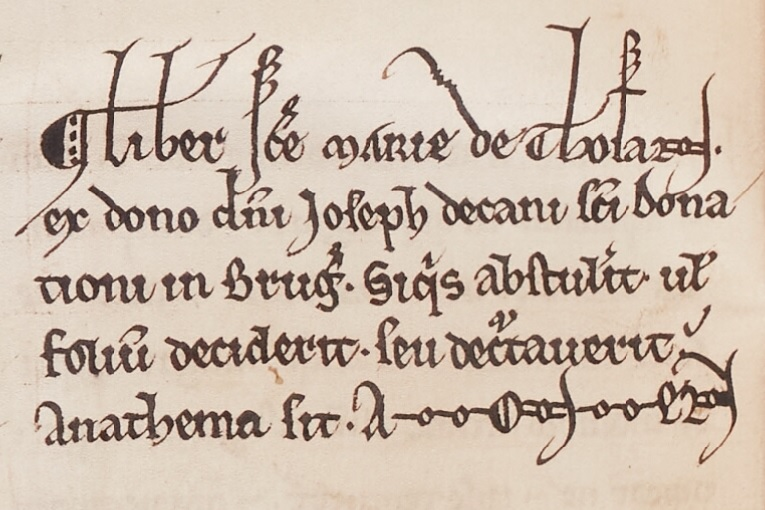
أحد كتب اللعنة

كانت لعنة الكتاب طريقة مستخدمة على نطاق واسع؛ لمنع سرقة المخطوطات، خلال فترة العصور الوسطى، في أوروبا.  يعود استخدام لعنات الكتب إلى أبعد من ذلك بكثير، إلى عصور ما قبل المسيحية، عندما جرى استدعاء غضب الآلهة لحماية الكتب والمخطوطات.
عادةً ما يستدعي التهديد بالحرمان الكنسي، أو اللعنة، وكلما كانت التفاصيل أكثر إبداعًا ودرامية، كان ذلك أفضل. تقع هذه اللعنات عمومًا في الصفحة الأولى أو الأخيرة من المجلد جزءًا من بيانات النسخ، وغالبًا ما تُعد الدفاع الوحيد لحماية الكتب والمخطوطات المرغوبة جدًا. وقتئذٍ، آمن الناس باللعنات، وهو أمر بالغ الأهمية لتأثيرها، وبالتالي يعتقدون أنه إذا سرق شخص ما صفحة أو مزقها، فسيكون مصيرهم الموت موتًا مؤلمًا.
قد تقرأ لعنة كتاب، مثل: «إذا أخذ أي شخص هذا الكتاب، فليقتل؛ وليقلي في مقلاة؛ وليكن المرض والحمى محيطًا به؛ وليتكسر على العجلة، وليشنق. آمين».

## التاريخ

### اللعنات القديمة
يمكن تتبع أولى لعنات الكتب إلى آشوربانيبال، ملك آشور من 668 إلى 627 قبل الميلاد، الذي كانت لديه اللعنة التالية، مكتوبةً على العديد من الألواح، التي جرى جمعها في مكتبة نينوى، وتعد أقرب مثال لمكتبة جرى جمعها بنحو منهجي: «لقد قمت بنسخ المنتجات النبيلة لعمل الكاتب على الألواح التي لم يتعلمها أي من الملوك الذين سبقوني، إضافةً إلى حكمة نابو بقدر وجودها [كتابة]. لقد رتبتها في صفوف، وراجعتها، ووضعتها في قصري، حتى أتمكن أنا، الحاكم الذي يعرف نور آشور، ملك الآلهة، من قراءتها. كل من يحمل هذا اللوح، أو يكتب اسمه عليه، جنبًا إلى جنب مع اسمي، قد يطيح به آشور وبليت بغضب وغضب، وقد يدمران اسمه وذريته في الأرض».
تقول لعنة أخرى من نينوى: «من أزال [اللوح]، يكتب اسمه بدلًا من اسمي، فليكن آشور ونينليل، غاضبين وقاتمين، ألقياه أرضًا، ومحوَا اسمه، ونسله، في الأرض».
كانت لعنات الكتب الأخرى أكثر تكتمًا: «من يخاف آنو وإنليل وإيا، سيعيدها إلى منزل المالك في اليوم نفسه»، و«من يخاف آنو وآنتو، سيهتم بها ويحترمها».  نظرًا إلى أن هذه الألواح مصنوعة من الطين، ومن ثم يجري تخريبها بسهولة، فقد كانت هنالك لعنات محددة للحماية من مثل هذه الأفعال، مثل: «باسم نابو ومردوخ، لا تمسح النص!». نابو إله الكتابة والحكمة البابلي، ابن مردوخ وساربانيتو.
لعنة أكثر تفصيلاً لمنع التخريب كانت كما يلي:
«من كسر هذا اللوح أو وضعه في الماء أو فركه حتى لا تستطيع التعرف عليه [و] لا يمكن أن يفهمه آشور، سن، شمش، أداد وعشتار، بل، نيرغال، عشتار نينوى، عشتار أربيلا. عشتار بيت كيدموري، آلهة السماء والأرض وآلهة آشور، قد يلعنه كل هؤلاء بلعنة لا يمكن ازالتها، مخيفة ولا ترحم، طالما أنه حي، سيمحون اسمه، ونسله، من الأرض، ويضعون لحمه في فم كلب».
يعود تاريخ لعنات الكتب إلى إنشاء المكتبات نفسها. كان أمناء المكتبات القدماء ينظرون تاريخيًا إلى لصوص الكتب على قدم المساواة مع القتلة والمجدفين.  أثار أمناء المكتبات القدماء غضب الآلهة على لصوص الكتب والمخربين. حتى أن اللعنات القديمة كانت تستخدم لمنع إقراض الكتب للآخرين. تقول إحدى هذه اللعنات: «من سلّم [هذا الكتاب] بأيدي [الآخرين] فليلعنه كل الآلهة الموجودين في بابل».

### لعنات القرون الوسطى
استُخدمت في العصور الوسطى، وتعهد العديد من هذه اللعنات بأن تداعيات قاسية ستُلحق بأي شخص يستحوذ على العمل من مالكه الصحيح. وعادة ما تضمنت العقوبات الحرمان الكنسي، واللعنة، والماراناثا. كان الطرد أخف اللعنات لأنه حالة قابلة للعكس. تطلب كل من الحرم الكنسي واللعنة تحديد الطرف المذنب، إضافةً إلى عمل من جانب الكنيسة. كانت فائدة الإدانة هي عدم طلب تدخل بشري لأنها كانت حالة يزورها الخالق، وليس الكنيسة، فورًا على روح الجاني.  كانت اللعنات الثلاثة جميعها رادعًا فعالًا ضد سارق الكتاب.
في ذلك الوقت، شكلت هذه اللعنات عقابًا اجتماعيًا ودينيًا كبيرًا لمن يسرق الكتب أو يشوهها، والتي كانت تُعد جميعها أعمالًا ثمينة قبل ظهور المطبعة. كتب ستيفن جرينبلات في كتابه «الانحراف: كيف أصبحت الكلمة حديثة»: «كانت الكتب نادرة وقيمة. لقد منحوا الدير الذي كان يمتلكهم هيبة، ولم يميل الرهبان إلى إبعادهم عن أعينهم. أحيانًا، حاولت الأديرة تأمين حيازتهم بشحن مخطوطاتهم الثمينة باللعنات».